# John Hembel
John Hembel, né en 1968 est un skieur de vitesse américain.

## Biographie
Il remporte la Coupe du monde (S1) en 2003 et s'y classe 4 fois dans les 5 premiers entre 2002 et 2006.
Il devient champion du monde (S1) en 2003 aux Arcs.
Son record personnel est de 246,238 km/h, établi aux Arcs en 2002 (record américain de l'époque).